# Євгеньєв Роман Олексійович
Роман Олексійович Євгеньєв (рос. Роман Алексеевич Евгеньев, нар. 23 лютого 1999, Спаське) — російський футболіст, захисник клубу «Крила Рад» та національної збірної Росії.

## Клубна кар'єра
Роман Євгеньєв народився 1999 року в Приморському краї. Розпочав займатися футболом у академії футбольного клубу «Спартак» з Москви, пізніше перейшов до футбольної школи московського «Динамо». З 2016 року розпочав грати в дорослій команді, спочатку грав у дублюючому складі та в команді «Динамо-2» у другій російській лізі. В головній команді «Динамо» дебютував 6 жовтня 2018 року в матчі проти «Крил Рад» із Самари у Прем'єр-лізі, вийшовши на заміну замість Володимира Рикова. За «Динамо» грав до середини 2022 року, та зіграв у його складі 77 матчів у чемпіонаті країни. У 2022 році став гравцем клубу «Крила Рад» із Самари..

## Виступи за збірні
З 2016 року Роман Євгеньєв грав у складі юнацької збірної Росії віком до 18 років, пізніше грав у складі юнацьких збірних віком до 19 років і до 20 років, загалом на юнацькому рівні взяв участь у 25 іграх.
З 2019 року Роман Євгеньєв грає у складі молодіжної збірної Росії. На молодіжному рівні зіграв у 12 офіційних матчах, забив 1 гол.
18 листопада 2020 року Роман Євгеньєв дебютував у складі національної збірної Росії в матчі Ліги націй УЄФА проти збірної Сербії.
11 червня 2021 року у футболіста збірної Росії, яка готувалась до чемпіонату Європи 2020 року, Андрія Мостового виявили позитивний тест на коронавірус, у зв'язку з чим його відсторонили від участі в першості Європи, після чого у заявці команди на турнір його змінив Роман Євгеньєв. Щоправда. на самому турнірі на поле він не виходив.